# Temple de Devî Jagadambi
Le temple de Devî Jagadambi (ou Jagadambika) - en Devanagari : देवी जगदम्बी - est un temple hindou situé à Khajurâho dans l'état du Madhya Pradesh, en Inde. 
L'édifice fait partie du groupe situé à l'Ouest du site du patrimoine mondial de l'UNESCO au titre de l'Ensemble monumental de Khajuraho.

## Histoire
Le temple de Devî Jagadambi est daté de 1000 - 1025. Il est nommé en référence à Devî (la déesse), qui désigne ici Parvati, l'épouse de Shiva, dont la statue se trouve dans son sanctuaire, mais à l'origine il était consacré à Vishnou. 
Devî est le féminin de deva et désigne aussi plusieurs autres déesses hindoues.
Le temple a été classé « Monument d'Importance nationale » par l'ASI.

## Description
Le temple est l'un des plus finement ornés de Khajuraho, avec de nombreuses sculptures érotiques. Trois bandeaux de sculptures entourent le corps du temple. Dans le sanctuaire se trouve une grande statue de Devî.
Le temple de Devî Jagadambi, partage la même plateforme que les temples de Mahadeva plus petit et de Kandariya Mahadev beaucoup plus grand.
D'un point de vue architectural, le temple de Devî Jagadambi comprend quatre parties: un sanctuaire intérieur sans vestibule, un vestibule, un maha-mandapa avec transepts latéraux et un porche d'entrée.

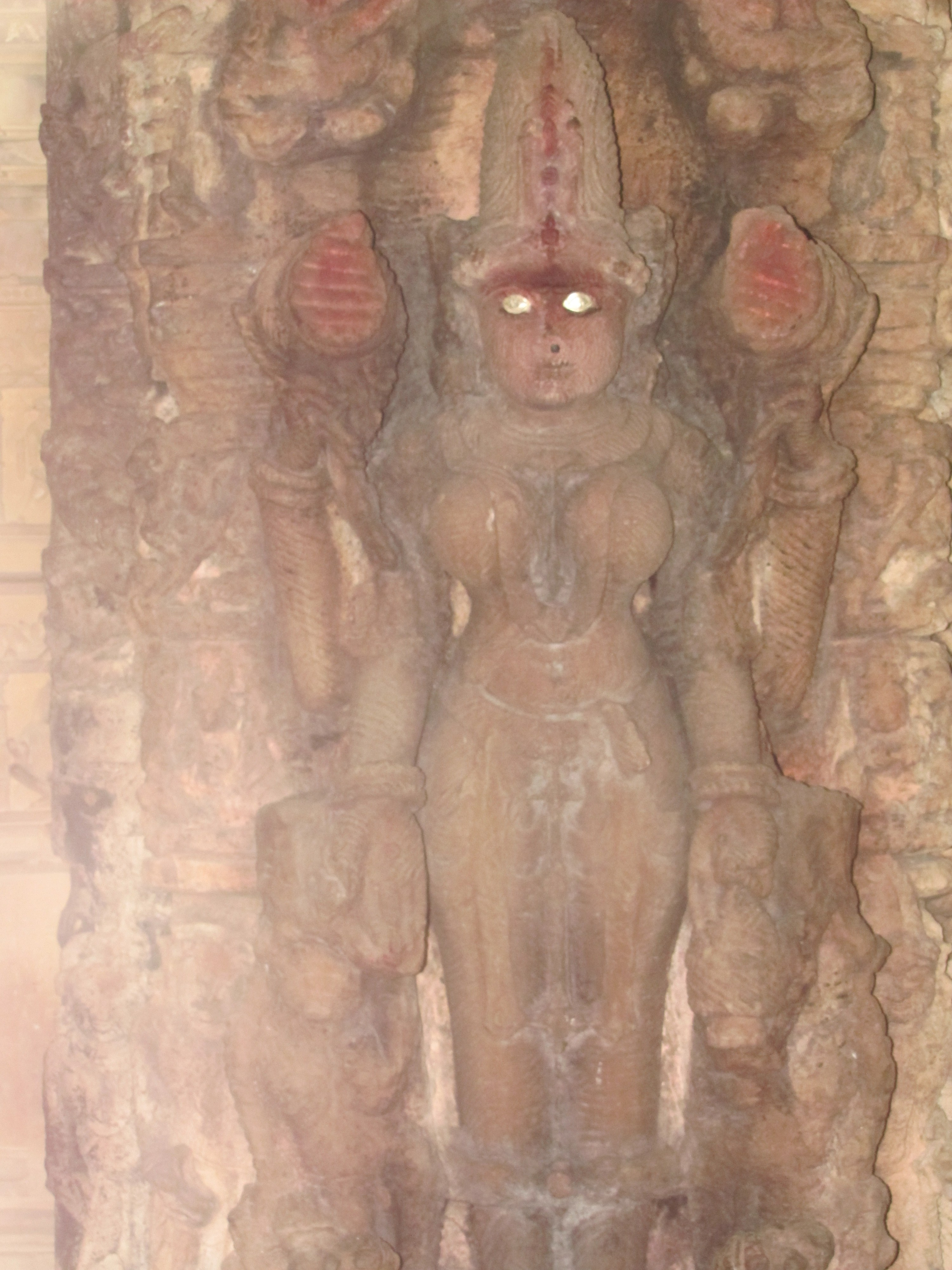
Devî, la déité principale.
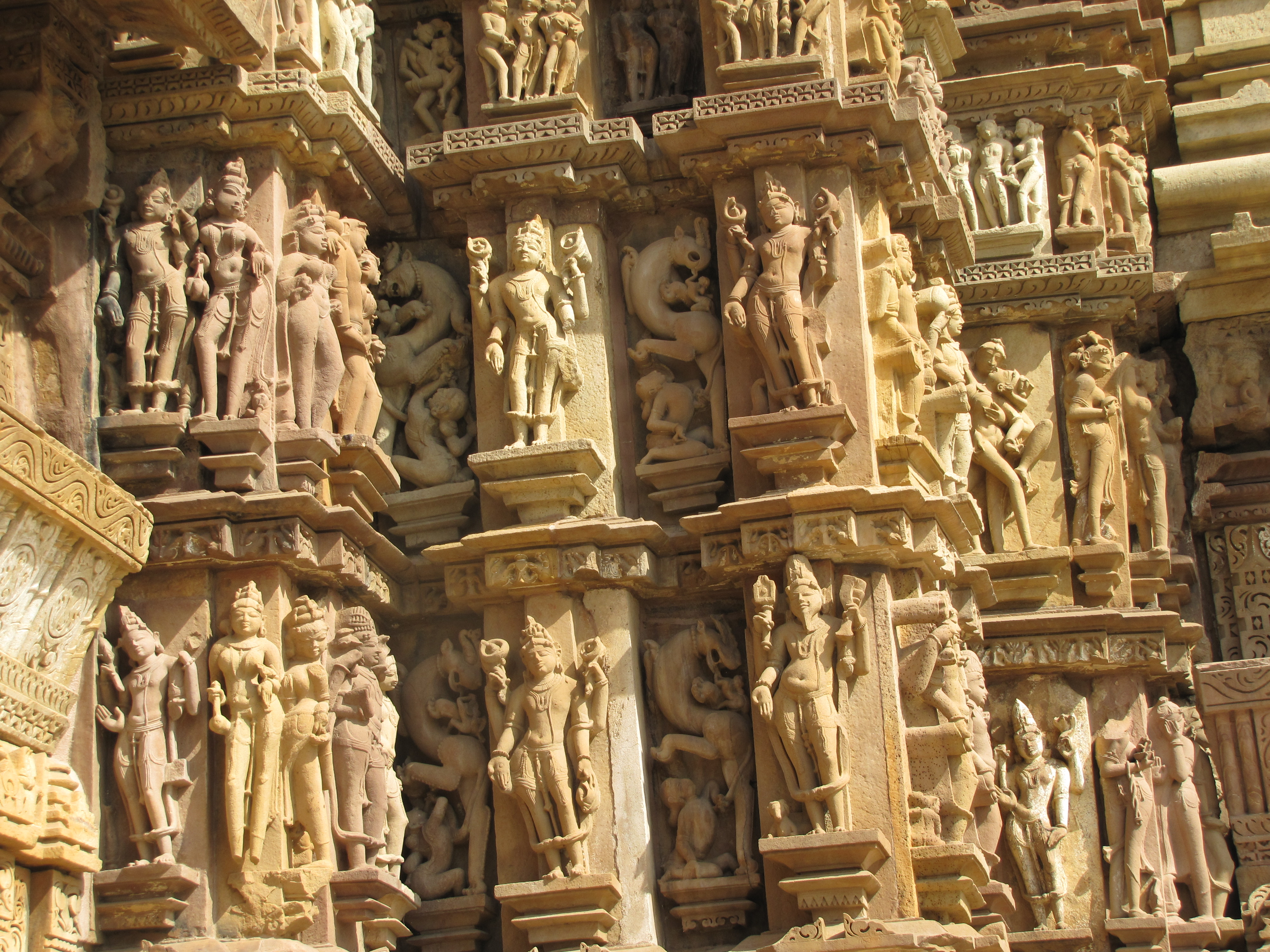
Apsaras et déesses.
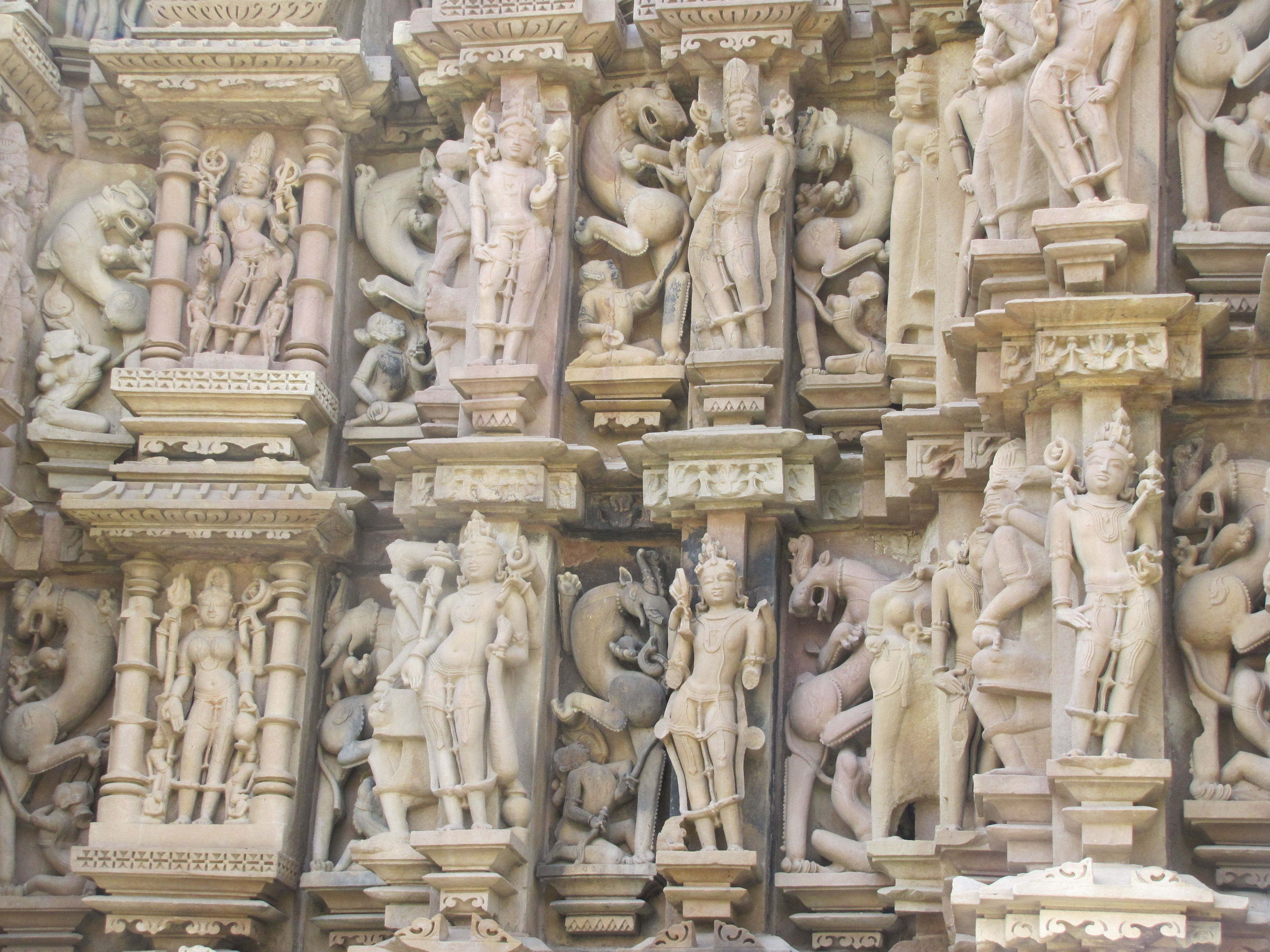
Déesses et vyalas.
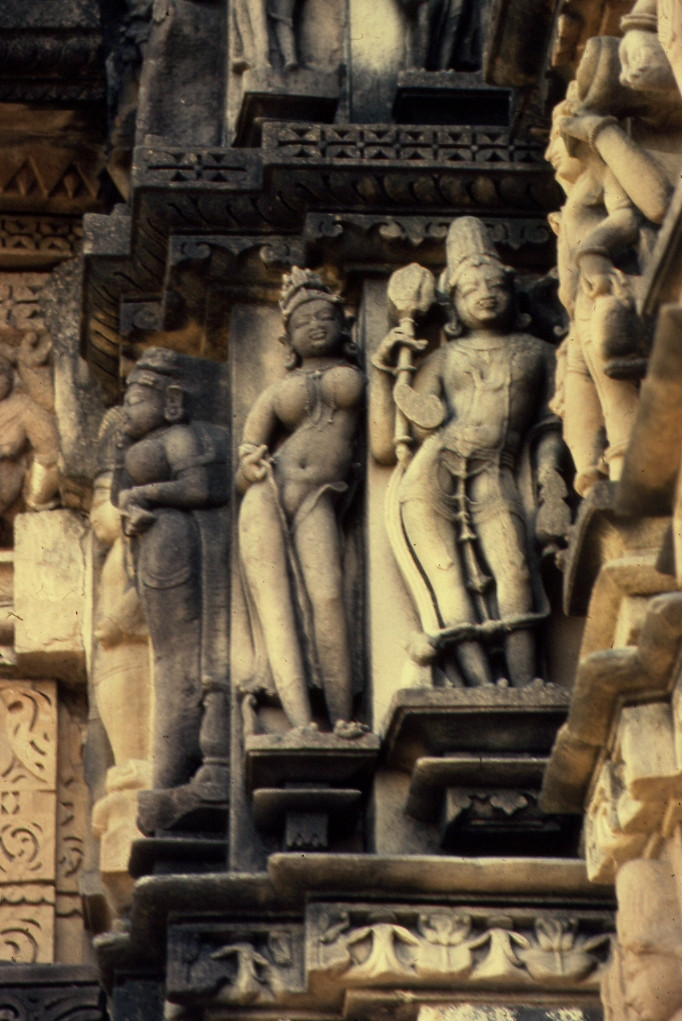
Apsaras et devî.